# Método del círculo de Hardy-Littlewood
En matemáticas, el método del círculo de Hardy–Littlewood es una de las técnicas más utilizadas en teoría de números analítica. Sus creadores fueron G. H. Hardy y J. E. Littlewood, quienes lo desarrollaron en una serie de trabajos sobre el problema de Waring.

## Historia
La idea inicial es usualmente atribuida al trabajo de Hardy con Srinivasa Ramanujan, los cuales trabajaron años antes en asíntotas de la función partición. Esta empieza a desarrollarse con muchos otros investigadores, incluyendo Harold Davenport y I. M. Vinogradov, quienes modificaron la formulación sigilosamente (trasladándola del análisis complejo a sumas exponenciales), sin cambiar de rumbo las ideas iniciales. A esto le siguieron cientos de trabajos, los cuales concluyeron en el método que ahora se conoce. Este método fue objeto de una monografía de R. C. Vaughan.